# 多花乌头
多花乌头（学名：Aconitum polyanthum）为毛茛科乌头属下的一个种。

## 扩展阅读
- 維基物種上的相關：多花乌头